# التسلسلات التمثيلية
التسلسلات التمثيلية (بالإنجليزية: Representative sequences)‏ هي مناطق قصيرة ضمن تسلسلات البروتين التي يمكن استخدامها لتقريب العلاقات التطويرية لتلك البروتينات أو الكائنات الحية التي تاتي منها التسلسلات التمثيلية تكون متجاورة (عادة 300 وحدة مختلفة ) من البروتينات المحفوظة في كل مكان، بحيث كل عائلة ذات تسلسل تمثيلي ممثلة لوحدها تعطي مصفوفة مسافة تكون في اتفاق وثيق مع مصفوفة الإجماع.

## الاستخدام
تسلسل البروتين يمكن ان يوفر بيانات حول الوظيفة البيولوجية وتطور البروتينات ومجالات البروتين، يمكن ان يوفر تجمع وترابط تسلسلات البروتين المعلومات حول كل من العمليات البيولوجية البشرية والتطوير للعمليات البيولوجية على الارض مثل هذه التجمعات التي تسمح بالتغطية الفعالة للمجال التسلسلي، يمكن ان تقلل مجموعات التسلسل من قاعدة بيانات كبيرة من التسلسلات ل مجموعات اصغر من التسلسلات التمثيلية.
كل منها يجب ان يمثل مجموعة على مستوى التسلسلات بجيث يسمح ممثلو التسلسل بالتغطية الفعالة لقاعدة البيانات الاصلية بتسلسلات اقل غير زائدة عن الحاجة، حيث تم ازالة تسلسلات مماثلة (أو زائدة عن الحاجة) عن عتبة تشابه معين.